# DTP
A DTP, também chamada de tríplice bacteriana, é uma vacina capaz de imunizar os seres humanos contra difteria, tétano e coqueluche (pertússis).